# Jagiełło (imię)
Jagiełło, (lit. Jogaila) – polska wersja białoruskiego imienia zapożyczonego też do języka litewskiego, noszone między innymi przez króla Polski Władysława Jagiełłę (imię Włodzisław, w późniejszych wiekach przerobione na Władysław przybrał na chrzcie). Pierwotna wersja białoruska Jagél, Jagéla [jahél], [jahéla], będąca wersją cerkiewnego Io.élъ (= Joel) (z hebr. iō'ēl), z akaniem i spółgłoską h jako wypełniaczem hiatu → Jagájla (z białoruskim sufiksem jak w Mich-ájła, zapożyczone do litewskiego jako Mikáila) → Jagáiła lub Jagáiło, do litewskiego zapożyczone w wersjach Jagail i Jogaila, do polskiego Jagieł, Jagiełło, Jagałło i Jahel.
Współcześnie w języku litewskim tłumaczone na zasadzie etymologii ludowej jako zbitka „jotis” + „gaili” = „silny jeździec”.